# بوركهارد هايم
بوركهارد هايم (بالألمانية: Burkhard Heim)‏ (و. 1925 – 2001 م) هو فيزيائي من ألمانيا . ولد في بوتسدام .
توفي في نرتهايم ، عن عمر يناهز 76 عاماً.

## روابط خارجية
- بوركهارد هايم على موقع مونزينجر (الألمانية)